# The Goob
Pour plus de détails, voir Fiche technique et Distribution.
The Goob est un film dramatique britannique écrit, décoré et réalisé par Guy Myhill, sorti en 2014.
Il s'agit du premier long métrage de Myhill.

## Fiche technique
- Titre original : The Goob
- Réalisation : Guy Myhill
- Scénario : Guy Myhill
- Direction artistique : Ben Myhill
- Décors :
- Costumes : Nigel Egerton
- Photographie : Simon Tindall
- Son : Anna Bertmark
- Montage : Adam Biskupski
- Musique : Luke Abbott[2]
- Production : Michael Elliott
- Sociétés de production : BBC Films, British Film Institute, Creative England, Emu Films et iFeatures
- Distribution :
- Budget :
- Pays d’origine : Royaume-Uni
- Langue : Anglais
- Format : Couleur
- Genre : Film dramatique
- Durée : 86 minutes
- Dates de sortie :
  -  Italie : 28 août 2014 (Mostra de Venise 2014)
  -  Royaume-Uni : 2014

## Distribution
- Sienna Guillory : Janet
- Sean Harris : Womack
- Hannah Spearritt : Mary
- Marama Corlett : Eva
- Paul Popplewell : Levi
- Rosa French : Roza
- Oliver Kennedy : Elliot
- Liam Walpole : « Goob »

## Distinctions

### Récompenses
- Festival du film britannique de Dinard 2014 : Hitchcock d'or

- British Independent Film Awards 2014 : meilleure production

### Sélections
- Festival international du film de Venise 2014 : sélection « Giornate degli Autori »

- British Independent Film Awards 2014 :
  - Meilleure actrice dans un second rôle pour Sienna Guillory
  - Meilleur espoir pour Liam Walpole